# Амраваті
Амрава́ті (англ. Amravati) — місто в індійському штаті Махараштра. Адміністративний центр округу Амраваті.

## Географія
Місто розташоване на північному заході штату Махараштра. Середня висота над рівнем моря — 343 метри.

### Клімат
Місто знаходиться у зоні, котра характеризується кліматом тропічних саван. Найтепліший місяць — травень із середньою температурою 34.6 °C (94.2 °F). Найхолодніший місяць — грудень, із середньою температурою 20.9 °С (69.7 °F).
| Клімат Амраваті         | Клімат Амраваті | Клімат Амраваті | Клімат Амраваті | Клімат Амраваті | Клімат Амраваті | Клімат Амраваті | Клімат Амраваті | Клімат Амраваті | Клімат Амраваті | Клімат Амраваті | Клімат Амраваті | Клімат Амраваті | Клімат Амраваті |
| Показник                | Січ.            | Лют.            | Бер.            | Квіт.           | Трав.           | Черв.           | Лип.            | Серп.           | Вер.            | Жовт.           | Лист.           | Груд.           | Рік             |
| Середній максимум, °C   | 29,5            | 32,2            | 36,6            | 40,2            | 41,9            | 37,1            | 31,6            | 30,2            | 31,6            | 33,3            | 30,6            | 28,8            | 33,6            |
| Середня температура, °C | 21,6            | 23,8            | 28,2            | 32,2            | 34,6            | 31,4            | 27,5            | 26,5            | 26,9            | 26,5            | 23,1            | 20,9            | 26,9            |
| Середній мінімум, °C    | 13,7            | 15,5            | 19,8            | 24,2            | 27,3            | 25,6            | 23,4            | 22,9            | 22,3            | 19,8            | 15,7            | 13,1            | 20,3            |
| Норма опадів, мм        | 9.1             | 6.3             | 11.1            | 5.6             | 9.1             | 145.4           | 250.6           | 205.4           | 145.6           | 53.6            | 22.7            | 9.6             | 874             |
| ----------------------- | --------------- | --------------- | --------------- | --------------- | --------------- | --------------- | --------------- | --------------- | --------------- | --------------- | --------------- | --------------- | --------------- |
| Джерело: Weatherbase    |                 |                 |                 |                 |                 |                 |                 |                 |                 |                 |                 |                 |                 |

## Демографія
За даними всеіндійського перепису 2001 року, у місті проживало 549 370 осіб, з яких чоловіки становили 52 %, жінки — відповідно 48 %. Рівень грамотності дорослого населення становив 83 % (при общеиндийском показнику 59,5 %). Рівень грамотності серед чоловіків становив 89 %, серед жінок — 76 %. 12 % населення було молодше 6 років.

## Освіта
В місті знаходиться один з найбільших спортивних вишів Індії — Всеіндійський університет фізичного виховання і спорту (HVMP) з великою спортивною базою: стадіон, універсальний басейн (для всіх водних видів спорту), відкриті спортивні майданчики, мототрек, відділення йоги і натуропатії зі стаціонаром до 10 ліжок для шкірних захворювань. Мови викладання — маратхі, гінді, бенгалі та англійська. Кваліфікаційний рівень — бакалавр і магістр.